# Marcel L'Herbier
Marcel L'Herbier, né le 23 avril 1888 à Paris 10e et mort le 26 novembre 1979 à Paris 7e, est un réalisateur français de la première avant-garde.
Il fut aussi poète, juriste, théoricien du cinéma, fondateur de l'IDHEC, acteur majeur de l'organisation du cinéma français au sein des syndicats de cinéma, et pionnier de la télévision française.

## Biographie
Marcel L'Herbier découvre le septième art au Service cinématographique de l'armée française pendant la Grande Guerre et devient l'une des figures de proue de l'impressionnisme au cinéma. Influencé par la littérature symboliste, L’Herbier fut passionné par l'écriture avant de passer à la réalisation par la grâce du choc éprouvé à la vision de Forfaiture de Cecil B. DeMille en 1915.
Pendant la période du cinéma muet, L'Herbier est l'un des maîtres du cinéma avec des films comme El Dorado (1921), L'Inhumaine (1924), Feu Mathias Pascal (1926), L'Argent, considérés comme des chefs-d'œuvre de l'avant-garde française. Il a d'abord travaillé pour la société Gaumont mais, n'y trouvant pas les capitaux jugés utiles à son œuvre créatrice, il fonde sa propre société de production, Cinégraphic.
Il fait appel à Robert Mallet-Stevens pour la scénographie de L'Inhumaine en 1924.
Ses films parlants les plus importants sont Le Mystère de la chambre jaune (1930), Le Parfum de la dame en noir (1931), Forfaiture (1937), La Nuit fantastique (1942) et L'Honorable Catherine (1943).
En 1943, il fonde l'IDHEC qu'il dirige ponctuellement jusqu'en 1952, puis en devient président du conseil d'administration jusqu'en 1969.

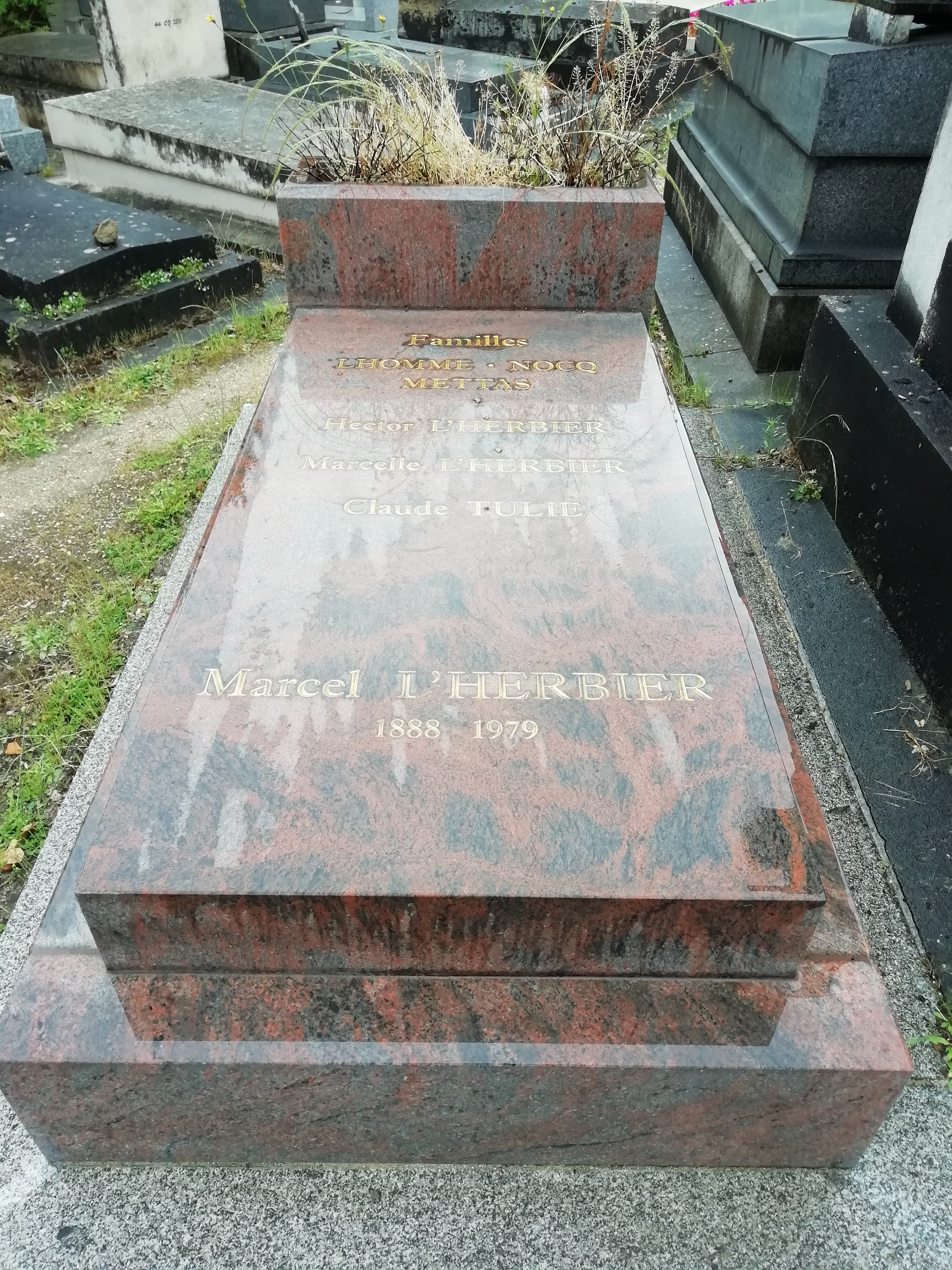
Tombe de Marcel L'Herbier au cimetière du Montparnasse (division 3).

En 1953, L'Herbier est l'un des premiers réalisateurs de cinéma à travailler pour la télévision française, en tournant l'un des premiers téléfilms français Adrienne Mesurat, adaptation du roman de Julien Green.
Marcel l'Herbier est le premier à donner sa chance à Jean Marais qui fait de la figuration dans plusieurs de ses films, le premier étant L'Épervier en 1933, sans jamais lui donner un véritable rôle.
Il est enterré au cimetière du Montparnasse (division 3).

## Filmographie

### Réalisateur

#### Films muets
- 1919 : Rose-France
- 1919 : Le Bercail
- 1920 : Le Carnaval des vérités
- 1920 : L'Homme du large, d'après Un drame au bord de la mer d'Honoré de Balzac
- 1921 : Prométhée... banquier
- 1921 : Villa Destin
- 1921 : El Dorado
- 1922 : Don Juan et Faust
- 1923 : Résurrection
- 1924 : L'Inhumaine
- 1926 : Feu Mathias Pascal
- 1927 : Le Vertige
- 1928 : Le Diable au cœur
- 1928 : L'Argent, d'après le roman éponyme d'Émile Zola
- 1929 : Nuits de princes

#### Films parlants
- 1930 : L'Enfant de l'amour
- 1930 : La Femme d'une nuit (version française)
- 1930 : La donna di una notte (version italienne)
- 1930 : Le Mystère de la chambre jaune, d'après Gaston Leroux
- 1931 : Le Parfum de la dame en noir, d'après Gaston Leroux
- 1933 : L'Épervier
- 1934 : L'Aventurier
- 1934 : Le Bonheur
- 1934 : Le Scandale
- 1935 : La Route impériale
- 1935 : Veille d'armes
- 1936 : Children's Corner, cinéphonie (court métrage)
- 1936 : Les Hommes nouveaux
- 1936 : La Porte du large
- 1937 : La Citadelle du silence
- 1937 : Nuits de feu
- 1937 : Forfaiture, remake du film de Cecil B. DeMille de 1915 : Forfaiture (The Cheat)
- 1937 : La Tragédie impériale
- 1938 : Adrienne Lecouvreur avec Yvonne Printemps
- 1938 : La Brigade sauvage
- 1939 : Terre de feu, coréalisé avec Giorgio Ferroni, sorti en Italie en 1939 (voir film suivant), en France en 1942
- 1939 : Terra di fuoco, version italienne du précédent, coréalisée avec Giorgio Ferroni
- 1939 : Entente cordiale
- 1939 : La Mode rêvée, cinéphonie (court métrage)
- 1940 : La Comédie du bonheur (version française)
- 1940 : Ecco la felicità! (version italienne)
- 1941 : Histoire de rire
- 1942 : La Nuit fantastique
- 1943 : L'Honorable Catherine
- 1945 : La Vie de bohème
- 1946 : Au petit bonheur
- 1946 : L'Affaire du collier de la reine
- 1948 : La Révoltée
- 1950 : Les Derniers Jours de Pompéi
- 1953 : Le Père de Mademoiselle

### Producteur

#### Cinéma
- 1924 : La Galerie des monstres  de Jaque-Catelain

#### Télévision
- 1953 : Adrienne Mesurat
- 1954 : Zamore
- 1954 : Le Jeu de l'amour et du hasard
- 1955 : Les Fausses Confidences
- 1955 : Le Ciel de lit
- 1963 : Hommage à Debussy (documentaire)
- 1967 : Le Cinéma du diable (documentaire)
- 1975 : La Féerie des fantasmes (documentaire)

### Scénariste
- 1917 : Le Torrent de Louis Mercanton et René Hervil

## Distinctions
- Grand officier de la Légion d'honneur
- Grand officier de l'ordre national du Mérite

## Publications
- Au jardin des jeux secrets, recueil de poèmes, 1914, Editions Sansot
- L'Enfantement du mort, miracle en pourpre noir et or, pièce de théâtre, Paris, 1917, Théâtre Édouard VII, 1919 (BNF 38677792)
- Prométhée déchaîné, pièce, 1920[6]
- El Dorado, mélodrame cinématographique, Paris, éditions La lampe merveilleuse, 1921
- Le démon du plaisir , avec Pierre Borel, Comité national de défense contre la tuberculose, Paris, 1932, 44 p. avec ill.
- Intelligence du cinématographe, Éd. d'Aujourd'hui, 1977 (1re édition 1945, BNF 32382964)
- La Tête qui tourne, Pierre Belfond, 1979  (ISBN 2714412157)